# Ница Супериоре (Павија)
Ница Супериоре је насеље у Италији у округу Павија, региону Ломбардија.
Према процени из 2011. у насељу је живело 35 становника. Насеље се налази на надморској висини од 366 м.